# Bob Wollek
Bob Wollek (ur. 4 listopada 1943 roku w Strasburgu, zm. 16 marca 2001 w Sebring) – francuski kierowca wyścigowy.

## Kariera
Wollek rozpoczął karierę w międzynarodowych wyścigach samochodowych w 1969 roku od startów we Francuskiej Formule 3, gdzie jednak nie zdobywał punktów. W późniejszych latach Francuz pojawiał się także w stawce Torneio Internacional de Formule 2 do Brasil, Formula 2 - Rothmans International Trophy, I Swedish Gold Cup - Formula 2, Europejskiej Formuły 2, 24-godzinnego wyścigu Le Mans, European Touring Car Championship, German Racing Championship, European GT Championship, World Challenge for Endurance Drivers, IMSA Camel GT Championship, FIA World Endurance Championship, 24-godzinnego wyścigu Daytona, 12-godzinnego wyścigu Sebring, Norisring Trophäe, European Endurance Championship, World Sports-Prototype Championship, Supercup, Deutsche Tourenwagen Meisterschaft, All Japan Sports Prototype Car Endurance Championship, International Race Of Champions, Sportscar World Championship, Global GT Championship, IMSA World Sports Car Championship, FIA GT Championship, United States Road Racing Championship, Grand American Rolex Series, American Le Mans Series oraz Grand American Sports Car Series.
W Europejskiej Formule 2 Francuz startował w latach 1971-1973 z ekipą Rondel Racing. W pierwszym sezonie startów wystartował jedynie w dwóch wyścigach. Z dorobkiem jednego punktu uplasował się na dwudziestej pozycji w klasyfikacji generalnej. Rok później trzykrotnie stawał na podium. Z dorobkiem 21 punktów ukończył sezon na siódmym miejscu. W 1973 roku 23 punkty dały mu szóstą pozycję w końcowej klasyfikacji kierowców.

## Śmierć
Wollek zginął 16 marca 2001 roku na torze wyścigowym Sebring International Raceway podczas treningu przed 12-godzinnym wyścigiem Sebring.